# Agathon Gerard Sickinghe
Jhr. Agathon I Gerard Sickinghe ('s-Gravenhage, 28 oktober 1868 - 's-Gravenhage, 29 januari 1954) was een Nederlands luitenant-generaal der artillerie en eerste kamerheer honorair, adjudant, ceremoniemeester en waarnemend hofmaarschalk van Koningin Wilhelmina der Nederlanden. Daarnaast was hij voorzitter van verschillende organisaties en verenigingen, waaronder de Nederlandse Adelsvereniging. 

## Familie
Sickinghe, telg uit het Nederlands adellijke geslacht Sickinghe, werd in 1868 geboren als zoon van de luitenant-kolonel jhr. Pieter Feijo Onno Sickinghe (1824-1885) en diens eerste echtgenote Ottelina Cornelia van Eck (1833-1870), kleindochter van Jacob Nicolaas van Eck (1752-1833), de eerste burgemeester van Arnhem. 
Op twee-jarige leeftijd verloor hij zijn moeder en werd hij opgenomen door de familie van Eck in Arnhem. Niet veel later verloor Sickinghe op 16-jarige leeftijd ook zijn vader. Zijn 10 jaar oudere broer jhr. Onno Joost Sickinghe (1858-1948) nam vanaf dat moment de voogdij waar. 
Sickinghe trouwde in 1891 met Elisabeth Jacoba Lucia Margaretha Geisweit van der Netten (1870-1947), uit welk huwelijk drie kinderen werden geboren. Onder wie jkvr. Ottelina Cornelia Sickinghe (1895-1975); echtgenote van mr. Pieter Willem Jacob Henri Cort van der Linden (1893-1969), burgemeester van Groningen, lid Raad van State en jhr. Pieter Feyo Onno Rembt Sickinghe (1900-1974), hofmaarschalk, intendant der Koninklijke paleizen en directeur van het Koninklijk Huisarchief.
In 1935 vertegenwoordigde Sickinghe koningin Wilhelmina bij de begrafenis van de Nederlandse premier Pieter Cort van der Linden, tegelijk vader van de schoonzoon van Agathon.
In 1950 trouwde hij met jkvr. Margaretha Jacoba Wilhelmina Beelaerts van Blokland (1886-1961), dochter van jhr. Frans Agathus Gerard Beelaerts van Blokland (1842-1925). Uit dit huwelijk werden geen kinderen geboren. 
Sickinghe werd in 1953 benoemd tot grootofficier in de Huisorde van Oranje.

## Loopbaan

### Vroege loopbaan
Sickinghe volgde de Koninklijke Militaire Academie te Breda en werd in juli 1888 benoemd tot tweede luitenant bij het eerste regiment vestingartillerie te Utrecht. Hij deed in juli 1890 met goed gevolg eindexamen aan de krijgsschool in Breda en werd in oktober van dat jaar gedetacheerd bij het korps rijdende artillerie te Arnhem. 
In juli 1892 werd hij bevorderd tot eerste luitenant. In 1897 maakte Sickinghe deel uit van de commissie voor de feestelijke viering van de troonsbestijging van koningin Wilhelmina. Sickinghe werd op 24 juni 1902 benoemd tot adjudant, aangesteld als ordonnansofficier van Hr. Ms. de Koningin en verkreeg in december van dat jaar toestemming voor het aannemen en dragen der tekenen van ridder tweede afdeling in de Orde van de Witte Valk.
Hij maakte deel uit van de commissie die in 1902 Hr. Ms. zou vertegenwoordigen bij de kroning van Z.M. de koning van Engeland; deze commissie bestond verder uit de heren J.E.N. Sirtsema van Grovestins, grootmeester van het huis van Hr. Ms. de Koningin, jhr. J.A.G. van der Staal, kapitein-luitenant-ter-zee, adjudant en particulier secretaris van Hr. Ms. de Koningin en P.A.J. baron de Smeth van Alphen, kamerheer in buitengewone dienst. Ook in de jaren erna maakte Sickinghe deel uit van het gevolg van Hr. Ms. de Koningin. Hij werd met ingang van 1 december 1904 bevorderd tot kapitein bij de grote staf, met de bepaling dat hij op 1 mei 1905 zou worden ontheven van eerder genoemde betrekking.

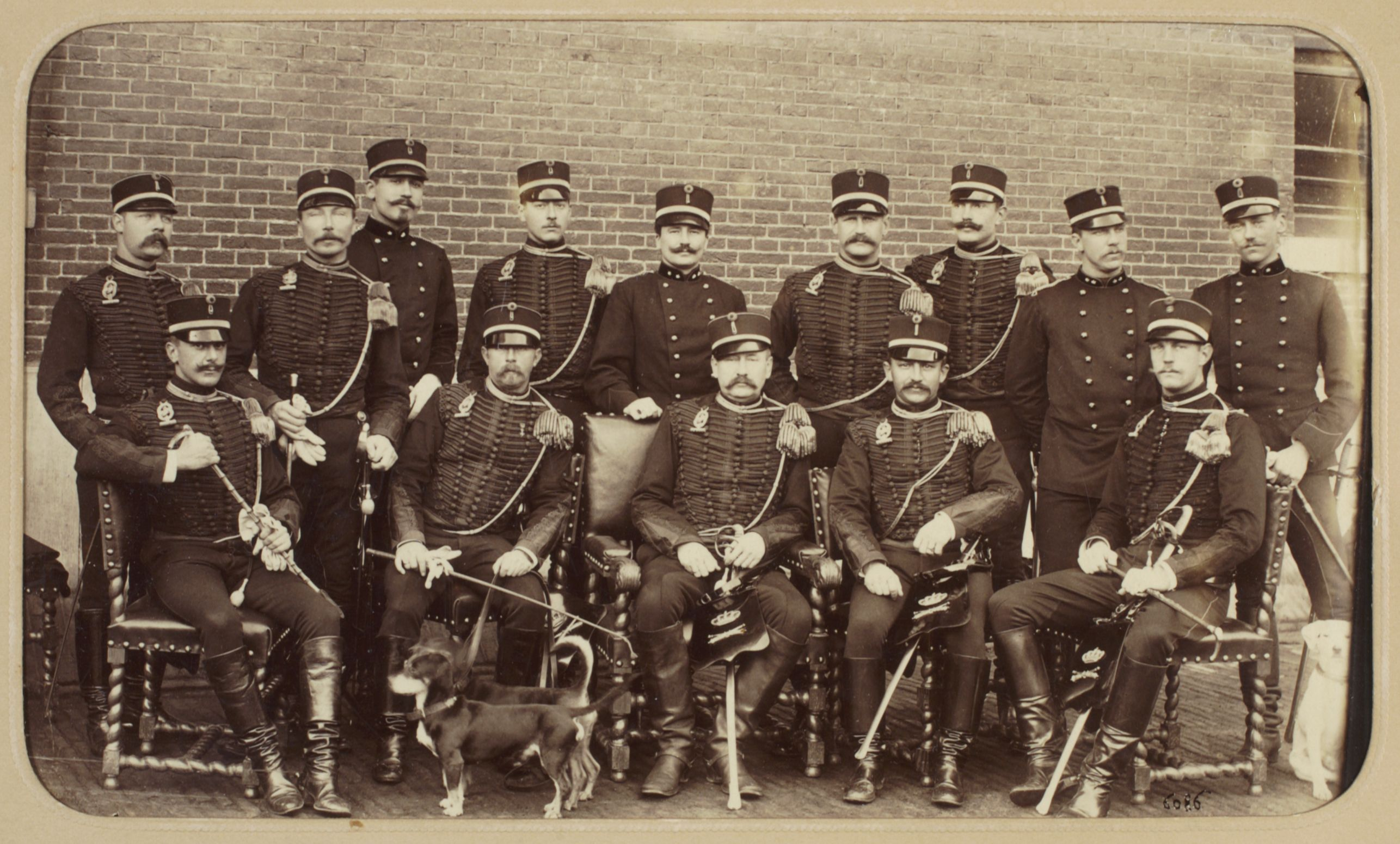
Sickinghe (bovenste rij, vierde van links) op een portret van een groep officiers van het Korps Rijdende Artillerie te Arnhem, 1894. Gefotografeerd door de Franse fotograaf Jules David.

Met ingang van eerder genoemde datum werd hij ingedeeld bij het eerste regiment vestingartillerie te Utrecht en per 1 oktober 1907 benoemd tot regimentsadjudant van het eerste regiment veldartillerie.
In 1908 maakte hij deel uit van een zending die de Koningin moest vertegenwoordigen bij de begrafenis van de koning van Zweden. Sickinghe werd in februari 1912 eervol ontheven van zijn functie als regimentscommandant van het eerste regiment veldartillerie, belast met het bevel over een batterij van het korps en in oktober 1911 benoemd tot adjudant van de Koningin. In april 1915 kreeg hij toestemming tot het aannemen en dragen der versierselen van ridder in de Orde van de Dannebrog. Hij werd kort hierop bevorderd tot majoor en belast met het bevel over een houwitserafdeling. In januari 1919 werd hij bevorderd tot luitenant-kolonel en benoemd tot adjudant in buitengewone dienst van Hr. Ms. de Koningin.
Met ingang van 1 februari 1921 werd aan Sickinghe, dan werkzaam bij het tweede regiment veldartillerie, op zijn verzoek eervol ontslag verleend; hij werd tevens benoemd tot reserve-luitenant-kolonel bij het tweede regiment veldartillerie. Hij was daarnaast in deze tijd lid van de Nederlandse Adelsvereniging. In januari 1922 werd hij bij zijn korps bevorderd tot reserve-kolonel en woonde dat jaar het feest der pontonniers te Dordrecht bij als vertegenwoordiger van de Koningin. In oktober 1923 kreeg hij toestemming voor het aannemen en dragen der versierselen van commandeur in de Orde van Sint-Olaf en van commandeur tweede klasse in de Orde van de Dannebrog.

### Latere loopbaan

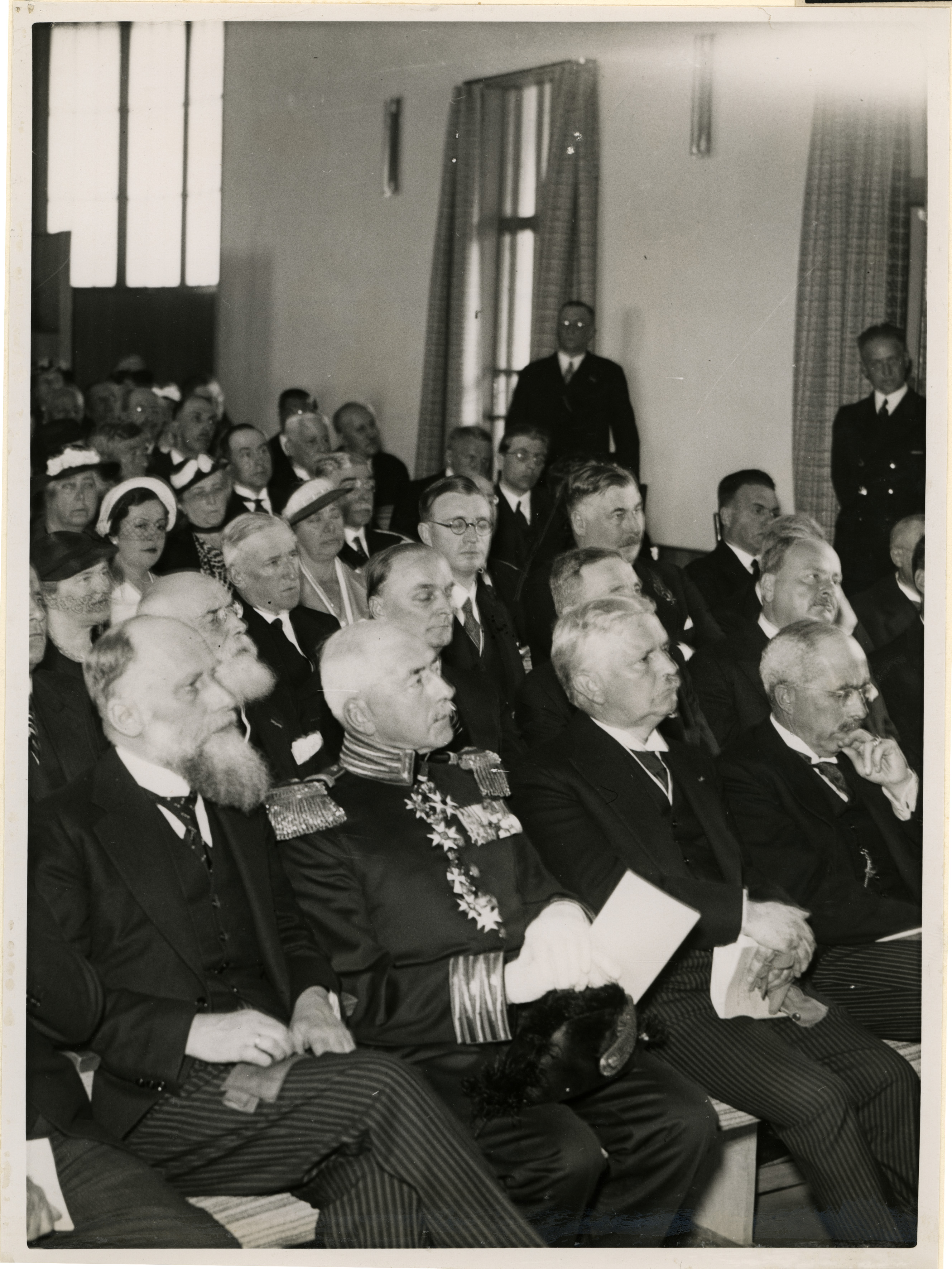
Generaal-majoor Agathon Gerard Sickinghe als vertegenwoordiger van de koningin (voorste rij, tweede van links) bij de opening van het Museum Boijmans van Beuningen te Rotterdam in 1935.

Met ingang van 28 oktober 1924 kreeg Sickinghe eervol ontslag uit zijn functie als reservekolonel der artillerie en kon toen zijn tijd volledig wijden aan zijn functie als kamerheer van Hr. Ms. de Koningin Wilhelmina der Nederlanden.
Op 15 september 1925 was Sickinghe als kamerheer in buitengewone dienst aanwezig bij de opening der Staten-Generaal op het Binnenhof in Den Haag.
In augustus 1933 werd hij bij Koninklijk Besluit benoemd tot generaal-majoor titulair. Op 6 juli 1935 was hij als vertegenwoordiger van de Koningin aanwezig bij de opening en betrekking van het Boijmans Van Beuningen museum in het Van der Steurgebouw te Rotterdam. Op 30 april trad Sickinghe op als vertegenwoordiger van de Koningin bij de ingebruikname van de Koningin Emmabank te Schiedam. Ook was hij  vertegenwoordiger van de Koningin bij de opening van het Haags Gemeentemuseum op 19 mei 1935.
In maart 1936 werd Sickinghe benoemd tot eerste kamerheer-ceremoniemeester.

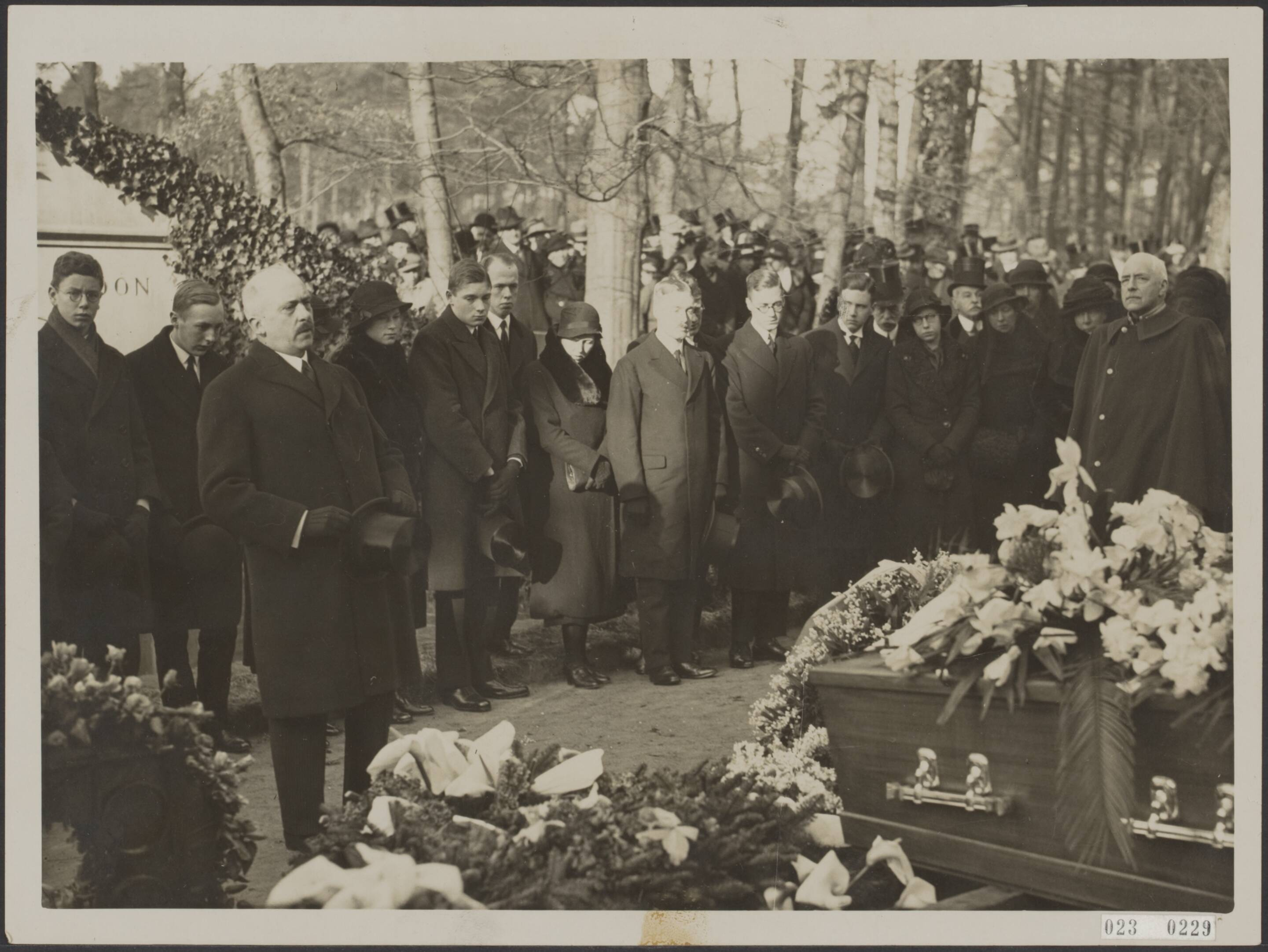
Jhr. Agathon Gerard Sickinghe (eerste van rechts) op de begrafenis van Samuel Pieter van Eeghen in 1934

In juli 1938 herdacht hij dat hij vijftig jaar daarvoor werd benoemd tot tweede luitenant en in datzelfde jaar werk hij bij Koninklijk besluit benoemd tot luitenant-generaal titulair. In februari 1939 werd hij op zijn verzoek ontheven van zijn functie als ceremoniemeester maar bleef in zijn ambt als kamerheer gehandhaafd.  Op 27 januari 1940 vierde de in Nederland verblijvende keizer Wilhelm II van Duitsland in alle stilte zijn 81e verjaardag op Huis Doorn. Hij organiseerde, mede vanwege het tijdsgewricht, een lunch voor slechts 24 intimi. Hieronder de persoonlijk vertegenwoordiger van koningin Wilhelmina, jhr. Agathon Gerard Sickinghe.
In april 1952 plaatste hij nog zijn handtekening bij het 75-jarig bestaan van de Koninklijke Vereniging van gepensioneerde officeren van het Nederlandse leger te Den Haag. 
Naast zijn functies als militair en kamerheer vervulde Sickinghe nog tal van andere (neven)functies. Zo was hij voorzitter, secretaris en erelid van de Koninklijke Vereniging van Leden der Nederlandse Ridderorden, voorzitter van de Nederlandse-Adelsvereniging, regent van het Weeshuis te Utrecht en regent van het Oude-Mannenhuis te 's-Gravenhage. Vanwege zijn diepgaande belangstelling voor muziek en letteren was hij bovendien lid van de Commissie van Toezicht op het Koninklijk Conservatorium van Muziek.  
Hij overleed in januari 1954 op 85-jarige leeftijd te 's-Gravenhage.

## Onderscheidingen
Sickinghe ontving voor zijn verdiensten meerdere binnen- en buitenlandse onderscheidingen, waaronder:

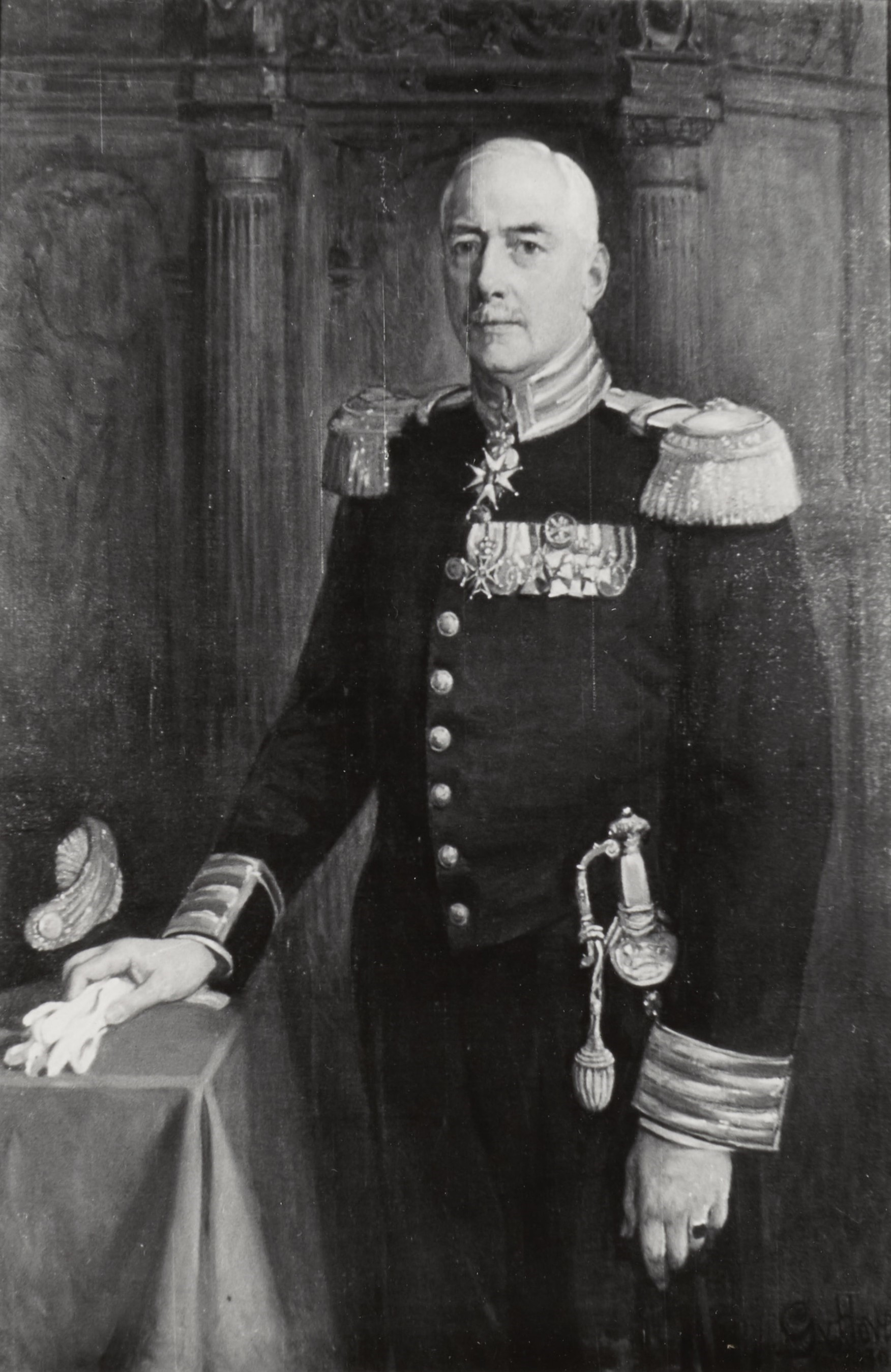
Agathon Gerard Sickinghe, ca. 1930

### Nederlandse onderscheidingen
- Grootofficier in de Huisorde van Oranje  (1953)
- Ridder in de Orde van Oranje Nassau

### Buitenlandse onderscheidingen
- Ridder in de Orde van de Witte Valk (1902), Saksen-Weimar
- Kroningsmedaille van Edward VII (1902), Groot-Brittannië en Ierland
- Ridder 1e Klasse in de Albrechtsorde (1905), Koninkrijk Saksen
- Officier in de Orde van de Eikenkroon (1914), Luxemburg
- Ridder in de Orde van de Dannebrog (1915), Denemarken
- Commandeur in de Orde van de Heilige Schatten (1922), Japan
- Commandeur in de Orde van de Poolster (1923), Zweden
- Commandeur in de Orde van Sint-Olaf (1923), Noorwegen
- Commandeur in de Orde van de Dannebrog (1923), Denemarken
- Commandeur in de Orde van Vasa (1924), Zweden
- Commandeur met Kroon in de Orde van Verdienste van Adolf van Nassau (1930), Luxemburg
- Commandeur in de Kroonorde (1935), België
- Grootkruis in de Orde van Leopold II (1939), België

- Biografisch Portaal: 42533608